# Schizocosa ceratiola
Schizocosa ceratiola är en spindelart som först beskrevs av Willis J. Gertsch och Wallace 1935.  Schizocosa ceratiola ingår i släktet Schizocosa och familjen vargspindlar. Inga underarter finns listade i Catalogue of Life.